# Saison 2023-2024 du SCO d'Angers
 (juillet 2023).
Si vous disposez d'ouvrages ou d'articles de référence ou si vous connaissez des sites web de qualité traitant du thème abordé ici, merci de compléter l'article en donnant les références utiles à sa vérifiabilité et en les liant à la section « Notes et références ».
Maillots
Chronologie
Saison précédente Saison suivante
À la suite de leur 20e position en Ligue 1 l'année précédente, synonyme de relégation, le club d'Angers SCO évolue en Ligue 2 et participe à la Coupe de France pour cette saison.
Le club est promu en Ligue 1 McDonald's 2024-2025 à l'issue de la saison grâce à leur deuxième place qui est synonyme de montée directe.

## Transferts

### Transferts estivaux
| Nom                  | Nationalité   | Poste     | Transfert               | Provenance/Destination | Division          |
| -------------------- | ------------- | --------- | ----------------------- | ---------------------- | ----------------- |
| Arrivées 500 000 €   |               |           |                         |                        |                   |
| Ibrahima Niane       | Sénégal       | Attaquant | Transfert (500 000 €)   | FC Metz                | Ligue 1           |
| Zinedine Ferhat      | Algérie       | Milieu    | Transfert libre         | Alanyaspor             | Süper Lig         |
| Florent Hanin        | France        | Défenseur | Transfert libre         | Paris FC               | Ligue 2           |
| Jordan Lefort        | France        | Défenseur | Transfert libre         | Paris FC               | Ligue 2           |
| Joseph Lopy          | Sénégal       | Milieu    | Transfert libre         | Nîmes Olympique        | National          |
| Marin Jakoliš        | Croatie       | Milieu    | Fin de prêt             | AEK Larnaca            | Panchypriote Cyta |
| Noah Fatar           | France        | Milieu    | Fin de prêt             | SO Cholet              | National          |
| Oussama Falouh       | Maroc         | Défenseur | Fin de prêt             | US Avranches           | National          |
| Départs 12 900 000 € |               |           |                         |                        |                   |
| Nabil Bentaleb       | Algérie       | Milieu    | Transfert (4 500 000 €) | Lille OSC              | Ligue 1           |
| Batista Mendy        | France        | Milieu    | Transfert (4 400 000 €) | Trabzonspor            | Süper Lig         |
| Amine Salama         | France        | Attaquant | Transfert (4 000 000 €) | Stade de Reims         | Ligue 1           |
| Paul Bernardoni      | France        | Gardien   | Transfert               | Konyaspor              | Süper Lig         |
| Waniss Taïbi         | France        | Milieu    | Transfert               | Rodez AF               | Ligue 2           |
| Noah Fatar           | France        | Milieu    | Transfert               | FC Sochaux             | National          |
| Miha Blažič          | Slovénie      | Défenseur | Transfert libre         | Lech Poznań            | Ekstraklasa       |
| Faouzi Ghoulam       | Algérie       | Défenseur | Transfert libre         | Hatayspor              | Süper Lig         |
| Ilyes Chetti         | Algérie       | Défenseur | Transfert libre         | Wydad AC               | Botola Pro1       |
| Oussama Falouh       | Maroc         | Défenseur | Transfert libre         | Wydad AC               | Botola Pro1       |
| Théo Borne           | France        | Gardien   | Transfert libre         | Clermont Foot          | Ligue 1           |
| Souleyman Doumbia    | Côte d'Ivoire | Défenseur | Fin de contrat          | Standard de Liège      | Division 1A       |
| Sada Thioub          | Sénégal       | Milieu    | Fin de contrat          | Spartak Semeï          | Premer Ligasy     |
| Jason Mbock          | France        | Milieu    | Fin de contrat          | US Créteil-Lusitanos   | National 2        |
| Ali Kalla            | France        | Défenseur | Fin de contrat          | EFC Fréjus St-Raphaël  | National 2        |
| Marin Jakoliš        | Croatie       | Milieu    | Prêt                    | Melbourne City         | A-League          |
| Abdallah Sima        | Sénégal       | Milieu    | Fin de prêt             | Bighton & Hove         | Premier League    |
| Ibrahima Niane       | Sénégal       | Attaquant | Fin de prêt             | FC Metz                | Ligue 1           |

### Transferts hivernaux
| Nom                 | Nationalité        | Poste     | Transfert               | Provenance/Destination | Division   |
| ------------------- | ------------------ | --------- | ----------------------- | ---------------------- | ---------- |
| Arrivées 150 000 €  |                    |           |                         |                        |            |
| Estéban Lepaul      | France             | Attaquant | Transfert (150 000 €)   | SAS Épinal             | National   |
| Départs 8 000 000 € |                    |           |                         |                        |            |
| Jean-Mattéo Bahoya  | France             | Milieu    | Transfert (8 000 000 €) | Eintracht Francfort    | Bundesliga |
| Halid Šabanović     | Bosnie-Herzégovine | Défenseur | Prêt                    | Valenciennes FC        | Ligue 2    |

## Joueurs

### Effectif professionnel
Le premier tableau liste l'effectif professionnel d'Angers SCO pour la saison 2023-2024. Le second recense les prêts effectués par le club lors de cette même saison.
En grisé, les sélections de joueurs internationaux chez les jeunes mais n'ayant jamais été appelés aux échelons supérieurs une fois l'âge-limite dépassé ou les joueurs ayant pris leur retraite internationale.

## Championnat

### Classement
| Rang | Équipe           | Pts | J  | G  | N  | P  | Bp | Bc | Diff |
| ---- | ---------------- | --- | -- | -- | -- | -- | -- | -- | ---- |
| 1    | AJ Auxerre R     | 74  | 38 | 21 | 11 | 6  | 72 | 36 | +36  |
| 2    | Angers SCO R     | 68  | 38 | 20 | 8  | 10 | 56 | 42 | +14  |
| 3    | AS Saint-Étienne | 65  | 38 | 19 | 8  | 11 | 48 | 31 | +17  |
| 4    | Rodez AF         | 60  | 38 | 16 | 12 | 10 | 62 | 51 | +11  |
| 5    | Paris FC         | 59  | 38 | 16 | 11 | 11 | 49 | 42 | +7   |

Promotions et relégations
- Promotion en Ligue 1 2024-2025
- Barrages de promotion en Ligue 1
- Relégation en National 2024-2025

Abréviations
- P : Promu de National 2022-2023
- R : Relégué de Ligue 1 2022-2023
- -1 : Points de pénalité

### Matchs
Tous les matchs d'Angers SCO en Ligue 2 2023-2024 avec les résultats.

## Statistiques

### Individuelles

#### Buteurs
Classement des buteurs d'Angers SCO en fonction du nombre de buts inscrits durant les matchs officiels de la saison.
| Rang | Joueur               | Ligue 2 | Coupe de France | TOTAL |
| 1    | Loïs Diony           | 15      | 1               | 16    |
| 2    | Himad Abdelli        | 9       | 1               | 10    |
| 3    | Farid El Melali      | 8       | -               | 8     |
| 4    | Jean-Mattéo Bahoya   | 5       | -               | 5     |
| 4    | Pierrick Capelle     | 5       | -               | 5     |
| 6    | Joseph Lopy          | 3       | -               | 3     |
| 6    | Estéban Lepaul       | 3       | -               | 3     |
| 8    | Zinedine Ferhat      | 2       | -               | 2     |
| 8    | Adrien Hunou         | 1       | 1               | 2     |
| 10   | Zinédine Ould-Khaled | 1       | -               | 1     |
| 10   | Lilian Raolisoa      | 1       | -               | 1     |
| 10   | Noah Nadje           | 1       | -               | 1     |
| 10   | Florent Hanin        | 1       | -               | 1     |
| 10   | Ibrahima Niane       | -       | 1               | 1     |

#### Passeurs
| Rang | Joueur               | Ligue 2 | Coupe de France | TOTAL |
| 1    | Loïs Diony           | 5       | ?               | 5     |
| 1    | Lilian Raolisoa      | 5       | ?               | 5     |
| 1    | Farid El Melali      | 5       | ?               | 5     |
| 4    | Yan Valery           | 4       | ?               | 4     |
| 5    | Estéban Lepaul       | 3       | ?               | 3     |
| 5    | Zinedine Ferhat      | 3       | ?               | 3     |
| 7    | Florent Hanin        | 2       | ?               | 2     |
| 7    | Zinédine Ould-Khaled | 2       | ?               | 2     |
| 7    | Justin-Noël Kalumba  | 2       | ?               | 2     |
| 7    | Jean-Mattéo Bahoya   | 2       | ?               | 2     |
| 11   | Himad Abdelli        | 1       | ?               | 1     |
| 11   | Cédric Hountondji    | 1       | ?               | 1     |
| 11   | Jordan Lefort        | 1       | ?               | 1     |
| 11   | Joseph Lopy          | 1       | ?               | 1     |
| 11   | Pierrick Capelle     | 1       | ?               | 1     |
| 11   | Ibrahima Niane       | 1       | ?               | 1     |

### Collectives

#### Résultats par journée
| Journée  | 1  | 2  | 3  | 4  | 5 | 6  | 7 | 8 | 9 | 10 | 11 | 12 | 13 | 14 | 15 | 16 | 17 | 18 | 19 | 20 | 21 | 22 | 23 | 24 | 25 | 26 | 27 | 28 | 29 | 30 | 31 | 32 | 33 | 34 | 35 | 36 | 37 | 38 |
| -------- | -- | -- | -- | -- | - | -- | - | - | - | -- | -- | -- | -- | -- | -- | -- | -- | -- | -- | -- | -- | -- | -- | -- | -- | -- | -- | -- | -- | -- | -- | -- | -- | -- | -- | -- | -- | -- |
| Rang     | 16 | 15 | 16 | 12 | 7 | 12 | 7 | 5 | 4 | 3  | 2  | 3  | 2  | 2  | 2  | 2  | 1  | 1  | 1  | 2  | 1  | 2  | 1  | 2  | 2  | 2  | 2  | 2  | 2  | 2  | 3  | 2  | 2  | 2  | 3  | 3  | 2  | 2  |
| Résultat | D  | N  | N  | V  | V | D  | V | V | V | V  | V  | D  | V  | N  | V  | N  | V  | V  | V  | D  | V  | D  | V  | D  | D  | D  | V  | N  | D  | V  | N  | N  | V  | V  | D  | V  | V  | N  |

## Équipes jeunes

### U19

#### Matchs

##### Championnat de France U19
| Rang | Équipe            | Pts | J  | G  | N | P | Bp | Bc | Diff |
| ---- | ----------------- | --- | -- | -- | - | - | -- | -- | ---- |
| 3    | Stade rennais     | 55  | 26 | 17 | 4 | 5 | 53 | 23 | +30  |
| 4    | Stade lavallois   | 44  | 26 | 12 | 8 | 6 | 36 | 25 | +11  |
| 5    | Angers SCO        | 43  | 26 | 13 | 4 | 9 | 46 | 31 | +15  |
| 6    | Stade brestois 29 | 41  | 26 | 12 | 5 | 9 | 46 | 34 | +12  |
| 7    | US Avranches MSM  | 35  | 26 | 9  | 8 | 9 | 28 | 33 | -5   |